# Lecanora argopholis
Lecanora argopholis är en lavart som först beskrevs av Erik Acharius, och fick sitt nu gällande namn av Erik Acharius. Lecanora argopholis ingår i släktet Lecanora och familjen Lecanoraceae.  Arten är reproducerande i Sverige. Inga underarter finns listade i Catalogue of Life.